# Latinai Nemzetközi Cirkuszfesztivál
Az Olaszországi Nemzetközi Cirkuszfesztivál, korábban Latinai Nemzetközi Cirkuszfesztivál (angolul: International Circus Festival City of Latina, olaszul: Festival Internazionale del Circo Città di Latina, franciául: Festival International du Cirque de la ville de Latina) Antonio Montico által 1999-ben létrehozott, évente megrendezésre kerülő nemzetközi cirkuszverseny.
Latina egy város Közép-Olaszországban Lazio régióban, mely minden évben megünnepli a legrégebbi látványosságot, a cirkuszt. A fesztivál október végén vagy november elején kerül megrendezésre, cirkuszsátorban. Az első fesztivált 1999. december 18. és december 21. között rendezték. Minden seregszemléről készült felvétel, melyeket egy olasz televíziós csatorna, a Rai 2 tűzött műsorára.

## A fesztiválok győztesei

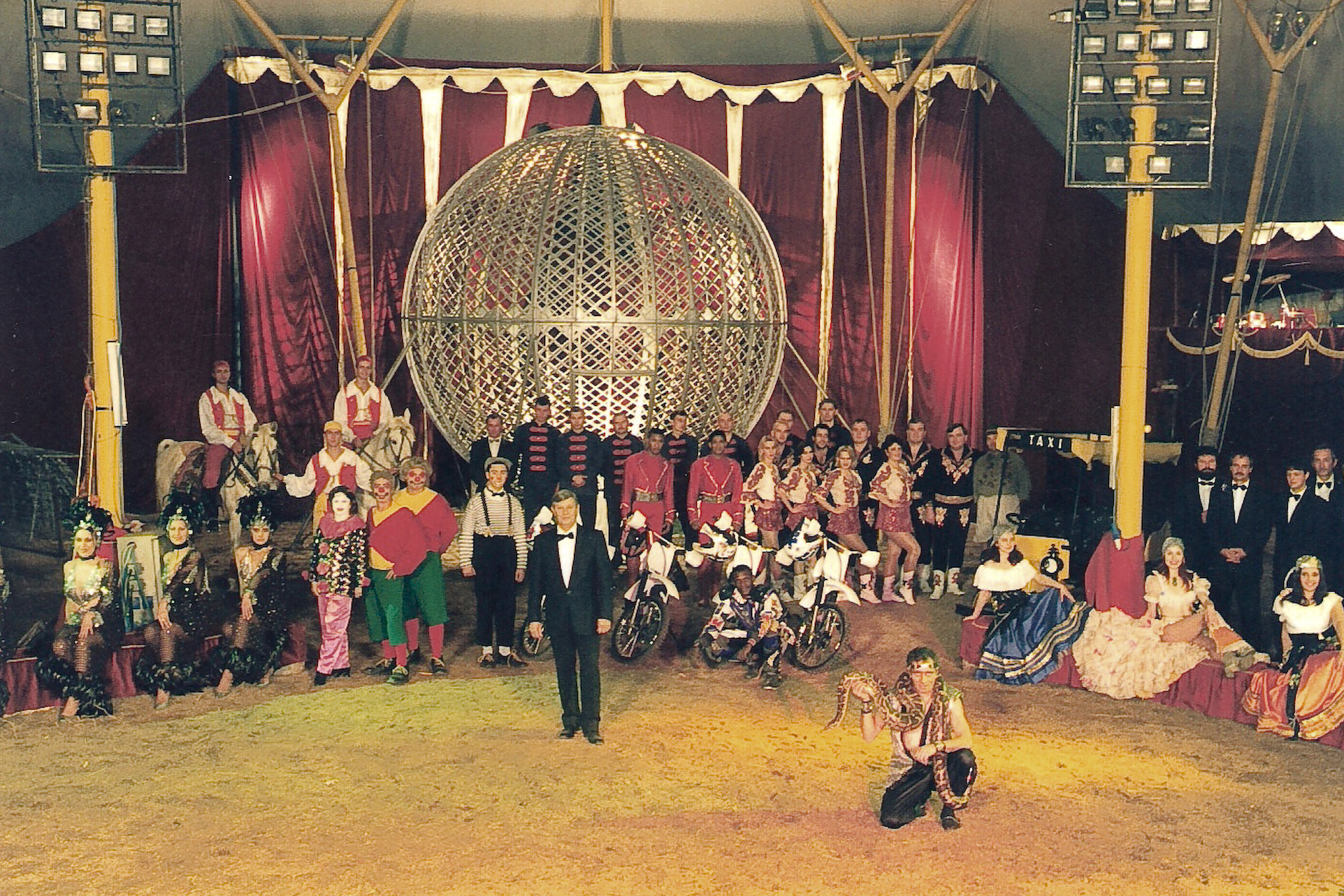
Az első fesztivál résztvevői (1999)

### 1990-es évek
| 1. Latinai Nemzetközi Cirkuszfesztivál 1999. december 18–21. | 1. Latinai Nemzetközi Cirkuszfesztivál 1999. december 18–21. | 1. Latinai Nemzetközi Cirkuszfesztivál 1999. december 18–21. | 1. Latinai Nemzetközi Cirkuszfesztivál 1999. december 18–21. |
| Díj                                                          | Nyertes                                                      | Ország                                                       | Szám                                                         |
| ------------------------------------------------------------ | ------------------------------------------------------------ | ------------------------------------------------------------ | ------------------------------------------------------------ |
| Arany                                                        | Torres csoport                                               | Dominikai Köztársaság                                        | magasdrót                                                    |
| Ezüst                                                        | Bilea csoport                                                | Románia                                                      | ugródeszka                                                   |
| Bronz                                                        | Trio Torres                                                  | Dominikai Köztársaság                                        | halálgömb                                                    |

### 2000-es évek

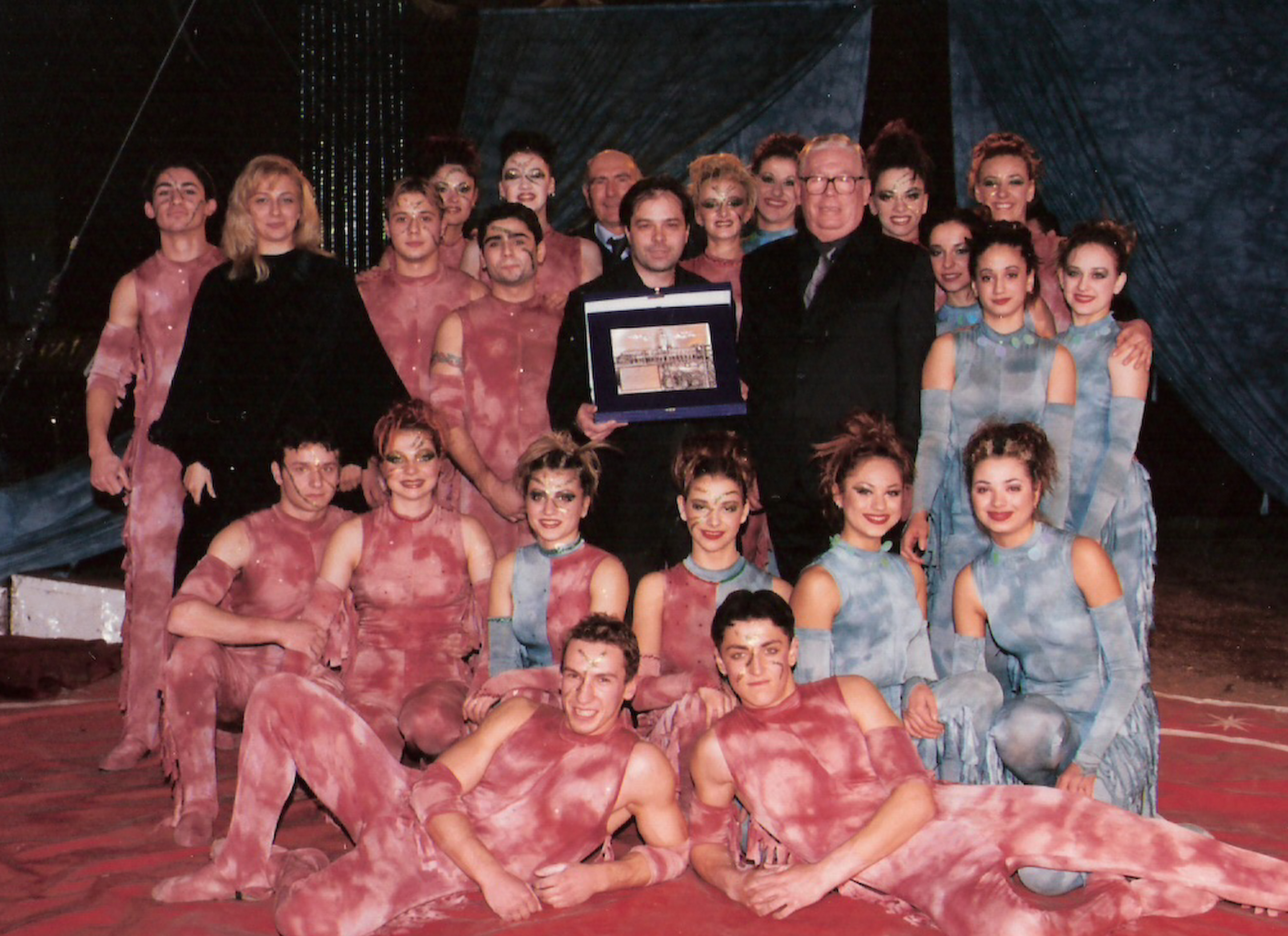
A Cirneanu csoport, a második fesztivál győztesei (2000)

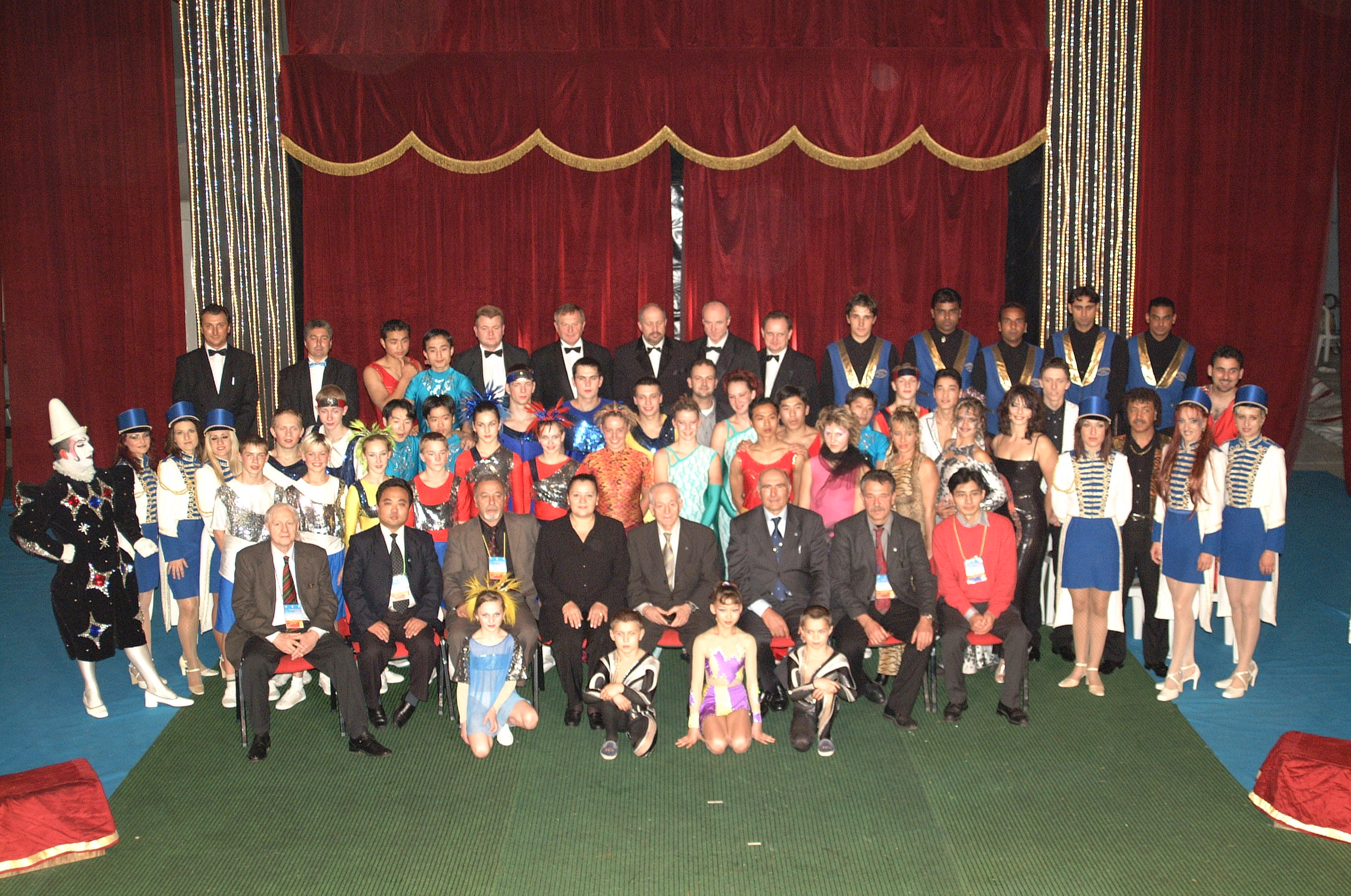
A negyedik fesztivál résztvevői (2002)

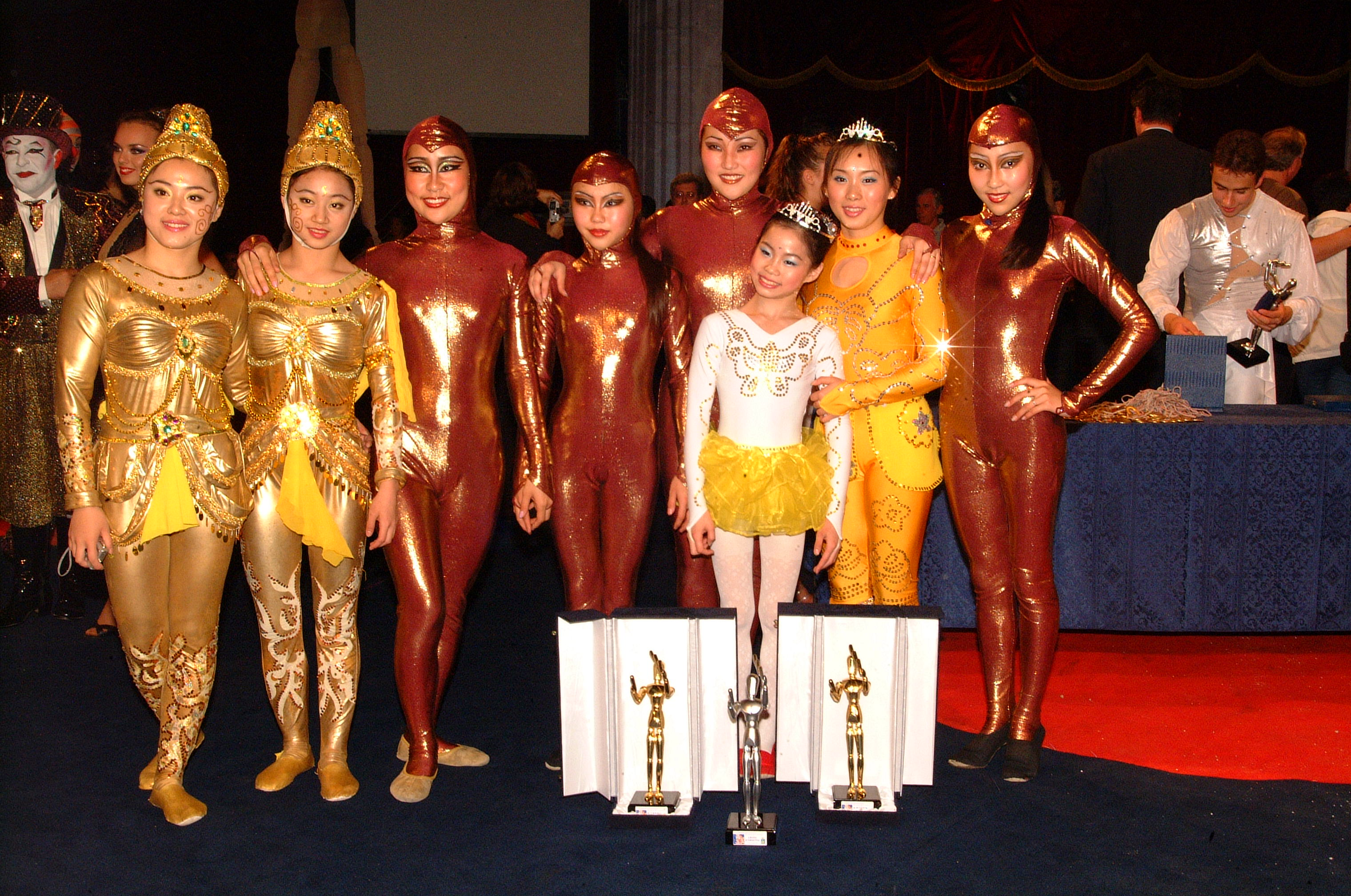
A Hangcsou Akrobatacsoport, a hatodik fesztivál győztesei (2004)

| 2. Latinai Nemzetközi Cirkuszfesztivál 2000. december 23. – 2001. január 14. | 2. Latinai Nemzetközi Cirkuszfesztivál 2000. december 23. – 2001. január 14. | 2. Latinai Nemzetközi Cirkuszfesztivál 2000. december 23. – 2001. január 14. | 2. Latinai Nemzetközi Cirkuszfesztivál 2000. december 23. – 2001. január 14. |
| Díj                                                                          | Nyertes                                                                      | Ország                                                                       | Szám                                                                         |
| ---------------------------------------------------------------------------- | ---------------------------------------------------------------------------- | ---------------------------------------------------------------------------- | ---------------------------------------------------------------------------- |
| Arany                                                                        | Cirneanu csoport                                                             | Románia                                                                      | akrobatika                                                                   |
| Ezüst                                                                        | Silva Stipka                                                                 | Csehország                                                                   | lábzsonglőr                                                                  |
| Ezüst                                                                        | Sandra Stipka                                                                | Csehország                                                                   | zsonglőr                                                                     |
| Bronz                                                                        | Los Baguales                                                                 | Argentína                                                                    | gaucho                                                                       |

| 3. Latinai Nemzetközi Cirkuszfesztivál 2001. november 15–25. | 3. Latinai Nemzetközi Cirkuszfesztivál 2001. november 15–25. | 3. Latinai Nemzetközi Cirkuszfesztivál 2001. november 15–25. | 3. Latinai Nemzetközi Cirkuszfesztivál 2001. november 15–25. |
| Díj                                                          | Nyertes                                                      | Ország                                                       | Szám                                                         |
| ------------------------------------------------------------ | ------------------------------------------------------------ | ------------------------------------------------------------ | ------------------------------------------------------------ |
| Arany                                                        | Lu Chenying és Zhang Junlin                                  | Kína                                                         | esernyő–zsonglőr                                             |
| Ezüst                                                        | Albina                                                       | Oroszország                                                  | trapéz                                                       |
| Ezüst                                                        | Duo Dosbaritov                                               | Kazahsztán                                                   | gurtni                                                       |
| Ezüst                                                        | Villy Colombaioni                                            | Olaszország                                                  | zsonglőr                                                     |
| Bronz                                                        | Jennifer Medini                                              | Olaszország                                                  | tissue                                                       |
| Bronz                                                        | Ruili Liang                                                  | Kína                                                         | egyensúlyozás                                                |
| Bronz                                                        | Boman Brothers                                               | Oroszország                                                  | erőemelő                                                     |

| 4. Latinai Nemzetközi Cirkuszfesztivál 2002. november 14–24. | 4. Latinai Nemzetközi Cirkuszfesztivál 2002. november 14–24. | 4. Latinai Nemzetközi Cirkuszfesztivál 2002. november 14–24. | 4. Latinai Nemzetközi Cirkuszfesztivál 2002. november 14–24. |
| Díj                                                          | Nyertes                                                      | Ország                                                       | Szám                                                         |
| ------------------------------------------------------------ | ------------------------------------------------------------ | ------------------------------------------------------------ | ------------------------------------------------------------ |
| Arany                                                        | Carlo D'amico                                                | Olaszország                                                  | kézegyensúlyozó                                              |
| Ezüst                                                        | Super Skok Iskola                                            | Oroszország                                                  | akrobatikus ugrókötél                                        |
| Bronz                                                        | Daniel és Victor Kaloutskikh                                 | Oroszország                                                  | hajlékonyság                                                 |

| 5. Latinai Nemzetközi Cirkuszfesztivál 2003. október 23–27. | 5. Latinai Nemzetközi Cirkuszfesztivál 2003. október 23–27. | 5. Latinai Nemzetközi Cirkuszfesztivál 2003. október 23–27. | 5. Latinai Nemzetközi Cirkuszfesztivál 2003. október 23–27. |
| Díj                                                         | Nyertes                                                     | Ország                                                      | Szám                                                        |
| ----------------------------------------------------------- | ----------------------------------------------------------- | ----------------------------------------------------------- | ----------------------------------------------------------- |
| Arany                                                       | Anhuj Akrobatacsoport                                       | Kína                                                        | trapéz                                                      |
| Arany                                                       | Anait és Tatevick Seyranyan                                 | Örményország                                                | handstand és hajlékonyság                                   |
| Ezüst                                                       | Dimitry Prudnikov                                           | Oroszország                                                 | kézegyensúlyozó                                             |
| Ezüst                                                       | Honan Akrobatacsoport                                       | Kína                                                        | szabadlétra                                                 |
| Ezüst                                                       | Puyang Akrobata Iskola                                      | Kína                                                        | orosz rúd                                                   |
| Bronz                                                       | Ekaterina Choustova                                         | Oroszország                                                 | tissue                                                      |
| Bronz                                                       | Roman, Valery és Marina Tomanov                             | USA                                                         | gurtni                                                      |
| Bronz                                                       | Scirli Lizzi                                                | Olaszország                                                 | zsonglőr                                                    |

| 6. Latinai Nemzetközi Cirkuszfesztivál 2004. október 21–25. | 6. Latinai Nemzetközi Cirkuszfesztivál 2004. október 21–25. | 6. Latinai Nemzetközi Cirkuszfesztivál 2004. október 21–25. | 6. Latinai Nemzetközi Cirkuszfesztivál 2004. október 21–25. |
| Díj                                                         | Nyertes                                                     | Ország                                                      | Szám                                                        |
| ----------------------------------------------------------- | ----------------------------------------------------------- | ----------------------------------------------------------- | ----------------------------------------------------------- |
| Arany                                                       | Hangcsou Akrobatacsoport                                    | Kína                                                        | kézegyensúlyozás székeken                                   |
| Arany                                                       | Buratia State Circus                                        | Oroszország                                                 | hajlékonyság                                                |
| Ezüst                                                       | Sergey Akimov                                               | Oroszország                                                 | tissue                                                      |
| Ezüst                                                       | Hangcsou Akrobatacsoport                                    | Kína                                                        | egyensúlyozás trapézon                                      |
| Ezüst                                                       | Hangcsou Akrobatacsoport                                    | Kína                                                        | kínai körök                                                 |
| Bronz                                                       | Suellen Roccuzzo                                            | Olaszország                                                 | hajlékonyság                                                |
| Bronz                                                       | Victoria Shvartsman                                         | USA                                                         | tissue                                                      |
| Bronz                                                       | Acro Duo (Lyapunov, Malyutin)                               | Ukrajna                                                     | erőemelő                                                    |
| Bronz                                                       | Olga Lenova, Anastasiya Korotaeva                           | Oroszország                                                 | egyensúlyozás                                               |

| 7. Latinai Nemzetközi Cirkuszfesztivál 2005. október 20–24. | 7. Latinai Nemzetközi Cirkuszfesztivál 2005. október 20–24. | 7. Latinai Nemzetközi Cirkuszfesztivál 2005. október 20–24. | 7. Latinai Nemzetközi Cirkuszfesztivál 2005. október 20–24. |
| Díj                                                         | Nyertes                                                     | Ország                                                      | Szám                                                        |
| ----------------------------------------------------------- | ----------------------------------------------------------- | ----------------------------------------------------------- | ----------------------------------------------------------- |
| Arany                                                       | Senhszi Akrobatacsoport                                     | Kína                                                        | diabolo                                                     |
| Ezüst                                                       | Diana Vedyashkina                                           | Oroszország                                                 | kutyaszám                                                   |
| Ezüst                                                       | Elayne Saravia                                              | Mexikó                                                      | hajlékonyság                                                |
| Ezüst                                                       | Senhszi Akrobatacsoport                                     | Kína                                                        | egyensúlyozás                                               |
| Bronz                                                       | Jessica Gasser és Yuri Kreer                                | Svájc                                                       | erőemelő                                                    |
| Bronz                                                       | Mongolian Contortion Studio                                 | Mongólia                                                    | hajlékonyság                                                |
| Bronz                                                       | Papin Kachitryan                                            | Oroszország                                                 | handstand                                                   |
| Bronz                                                       | Le Botrio                                                   | Belgium                                                     | elastic gumiasztal                                          |
| Bronz                                                       | Ives Casu                                                   | Olaszország                                                 | zsonglőr                                                    |

| 8. Latinai Nemzetközi Cirkuszfesztivál 2006. október 19–23. | 8. Latinai Nemzetközi Cirkuszfesztivál 2006. október 19–23. | 8. Latinai Nemzetközi Cirkuszfesztivál 2006. október 19–23. | 8. Latinai Nemzetközi Cirkuszfesztivál 2006. október 19–23. |
| Díj                                                         | Nyertes                                                     | Ország                                                      | Szám                                                        |
| ----------------------------------------------------------- | ----------------------------------------------------------- | ----------------------------------------------------------- | ----------------------------------------------------------- |
| Arany                                                       | Kuangtung Akrobatacsoport                                   | Kína                                                        | hajlékonyság                                                |
| Arany                                                       | Isaev csoport                                               | Oroszország                                                 | görkorcsolya                                                |
| Arany                                                       | Semen Krachinov                                             | Oroszország                                                 | zsonglőr                                                    |
| Ezüst                                                       | Marks csoport                                               | Oroszország                                                 | akrobatika                                                  |
| Ezüst                                                       | Naranguya & Baasansuren                                     | Mongólia                                                    | hajlékonyság                                                |
| Ezüst                                                       | Erik Niemen                                                 | Olaszország                                                 | drótszám                                                    |
| Bronz                                                       | Avaseva & Snetkova                                          | Oroszország                                                 | erőemelő                                                    |
| Bronz                                                       | Derek Coda Prin                                             | Olaszország                                                 | zsonglőr                                                    |

| 9. Latinai Nemzetközi Cirkuszfesztivál 2007. október 18–22. | 9. Latinai Nemzetközi Cirkuszfesztivál 2007. október 18–22. | 9. Latinai Nemzetközi Cirkuszfesztivál 2007. október 18–22. | 9. Latinai Nemzetközi Cirkuszfesztivál 2007. október 18–22. |
| Díj                                                         | Nyertes                                                     | Ország                                                      | Szám                                                        |
| ----------------------------------------------------------- | ----------------------------------------------------------- | ----------------------------------------------------------- | ----------------------------------------------------------- |
| Arany                                                       | Dima Shine                                                  | Oroszország                                                 | handstand                                                   |
| Ezüst                                                       | Hopej Akrobatacsoport                                       | Kína                                                        | meteor                                                      |
| Ezüst                                                       | Alexandre Kulakov                                           | Oroszország                                                 | zsonglőr                                                    |
| Bronz                                                       | Galea csoport                                               | Oroszország                                                 | levegőszám                                                  |
| Bronz                                                       | Tayron Colombaioni                                          | Olaszország                                                 | zsonglőr                                                    |
| Bronz                                                       | Stephanie Hones                                             | Olaszország                                                 | trapéz                                                      |

| 10. Latinai Nemzetközi Cirkuszfesztivál 2008. október 16–20. | 10. Latinai Nemzetközi Cirkuszfesztivál 2008. október 16–20. | 10. Latinai Nemzetközi Cirkuszfesztivál 2008. október 16–20. | 10. Latinai Nemzetközi Cirkuszfesztivál 2008. október 16–20. |
| Díj                                                          | Nyertes                                                      | Ország                                                       | Szám                                                         |
| ------------------------------------------------------------ | ------------------------------------------------------------ | ------------------------------------------------------------ | ------------------------------------------------------------ |
| Arany                                                        | Cai Yong                                                     | Kína                                                         | handstand                                                    |
| Arany                                                        | Khubaev csoport                                              | Oroszország                                                  | akrobatika                                                   |
| Arany                                                        | Vorobiev csoport                                             | Oroszország                                                  | orosz hinta                                                  |
| Ezüst                                                        | Four Men Group                                               | Fehéroroszország                                             | akrobatika                                                   |
| Ezüst                                                        | Maxim Popazov                                                | Oroszország                                                  | handstand                                                    |
| Ezüst                                                        | Flying to the Stars                                          | Ukrajna                                                      | gumiasztal                                                   |
| Bronz                                                        | Men in Black                                                 | Ukrajna                                                      | akrobatika                                                   |
| Bronz                                                        | Rossi Brothers                                               | Olaszország                                                  | handstand és trapéz                                          |
| Bronz                                                        | Little Angels                                                | Mongólia                                                     | hajlékonyság                                                 |

| 11. Latinai Nemzetközi Cirkuszfesztivál 2009. október 15–19. | 11. Latinai Nemzetközi Cirkuszfesztivál 2009. október 15–19. | 11. Latinai Nemzetközi Cirkuszfesztivál 2009. október 15–19. | 11. Latinai Nemzetközi Cirkuszfesztivál 2009. október 15–19. |
| Díj                                                          | Nyertes                                                      | Ország                                                       | Szám                                                         |
| ------------------------------------------------------------ | ------------------------------------------------------------ | ------------------------------------------------------------ | ------------------------------------------------------------ |
| Arany                                                        | Alexey Sarach                                                | Oroszország                                                  | perzs                                                        |
| Arany                                                        | Selnikhin csoport                                            | Oroszország                                                  | orosz rúd                                                    |
| Ezüst                                                        | Essence csoport                                              | Ukrajna                                                      | akrobatika                                                   |
| Ezüst                                                        | Ruba csoport                                                 | Oroszország                                                  | ugródeszka                                                   |
| Ezüst                                                        | Tereshchenko, Povolia, Borshchanskaya                        | Ukrajna                                                      | levegőszám                                                   |
| Bronz                                                        | Duo Elja                                                     | Németország                                                  | trapéz                                                       |
| Bronz                                                        | Pavel Voladas                                                | Fehéroroszország                                             | nyújtó akrobatika                                            |
| Bronz                                                        | Umbrella Girls                                               | Kína                                                         | lábzsonglőrök                                                |
| Bronz                                                        | Duo Valeri                                                   | Ukrajna                                                      | gurtni                                                       |

### 2010-es évek
| 12. Latinai Nemzetközi Cirkuszfesztivál 2010. október 14–18. | 12. Latinai Nemzetközi Cirkuszfesztivál 2010. október 14–18. | 12. Latinai Nemzetközi Cirkuszfesztivál 2010. október 14–18. | 12. Latinai Nemzetközi Cirkuszfesztivál 2010. október 14–18. |
| Díj                                                          | Nyertes                                                      | Ország                                                       | Szám                                                         |
| ------------------------------------------------------------ | ------------------------------------------------------------ | ------------------------------------------------------------ | ------------------------------------------------------------ |
| Arany                                                        | Phenjan csoport                                              | Észak-Korea                                                  | levegőszám                                                   |
| Arany                                                        | Sarmat csoport                                               | Oroszország                                                  | dzsigit                                                      |
| Arany                                                        | Jiangxi Akrobatacsoport és a Flag Circus csoportja           | Kína                                                         | orosz rúd                                                    |
| Ezüst                                                        | Globe of Speed                                               | Kolumbia                                                     | halálgömb                                                    |
| Ezüst                                                        | Kínai Nemzeti Akrobatacsoport                                | Kína                                                         | balett vállon                                                |
| Ezüst                                                        | Duo Peres                                                    | Spanyolország                                                | erőemelő                                                     |
| Bronz                                                        | Phenjan csoport                                              | Észak-Korea                                                  | egyensúlyozás kötélen                                        |
| Bronz                                                        | Duo Istomini                                                 | Oroszország                                                  | handstand                                                    |
| Bronz                                                        | Duo Viro                                                     | Magyarország                                                 | tissue                                                       |

| 13. Latinai Nemzetközi Cirkuszfesztivál 2011. október 13–17. | 13. Latinai Nemzetközi Cirkuszfesztivál 2011. október 13–17. | 13. Latinai Nemzetközi Cirkuszfesztivál 2011. október 13–17. | 13. Latinai Nemzetközi Cirkuszfesztivál 2011. október 13–17. |
| Díj                                                          | Nyertes                                                      | Ország                                                       | Szám                                                         |
| ------------------------------------------------------------ | ------------------------------------------------------------ | ------------------------------------------------------------ | ------------------------------------------------------------ |
| Arany                                                        | Chernievsky csoport                                          | Oroszország                                                  | ugródeszka                                                   |
| Arany                                                        | Vavilov csoport                                              | Oroszország                                                  | akrobaták                                                    |
| Arany                                                        | Flying Martini                                               | Olaszország                                                  | trapéz                                                       |
| Ezüst                                                        | Leosvel és Diosmani                                          | Kuba                                                         | kínai rúd                                                    |
| Ezüst                                                        | Duo Ballance                                                 | Románia                                                      | erőemelők                                                    |
| Ezüst                                                        | Giang Quoc Brothers                                          | Vietnám                                                      | kézegyensúlyozók                                             |
| Bronz                                                        | Manuel Farina                                                | Olaszország                                                  | oroszlánok                                                   |
| Bronz                                                        | Marina és Oleksii                                            | Oroszország                                                  | levegő karika                                                |

| 14. Latinai Nemzetközi Cirkuszfesztivál 2012. október 18–22. | 14. Latinai Nemzetközi Cirkuszfesztivál 2012. október 18–22. | 14. Latinai Nemzetközi Cirkuszfesztivál 2012. október 18–22. | 14. Latinai Nemzetközi Cirkuszfesztivál 2012. október 18–22. |
| Díj                                                          | Nyertes                                                      | Ország                                                       | Szám                                                         |
| ------------------------------------------------------------ | ------------------------------------------------------------ | ------------------------------------------------------------ | ------------------------------------------------------------ |
| Arany                                                        | Sanghaji Cirkusz csoportja                                   | Kína                                                         |                                                              |
| Ezüst                                                        | Sasha                                                        | USA                                                          | hajlékonyság                                                 |
| Ezüst                                                        | The Gerlings                                                 | Kolumbia                                                     | magasdrót                                                    |
| Ezüst                                                        | Dobrovitskiy csoport                                         | Oroszország                                                  | álló zicc                                                    |
| Bronz                                                        | Daring & Jones                                               | USA                                                          | trapéz duó                                                   |
| Bronz                                                        | Kolganov & Belogorov                                         | Oroszország                                                  | bohócok                                                      |
| Bronz                                                        | Zola csoport                                                 | Mongólia                                                     | ugródeszka                                                   |
| Bronz                                                        | Addis Testvérek                                              | Etiópia                                                      | ikária játékok                                               |

| 15. Latinai Nemzetközi Cirkuszfesztivál 2013. október 17–23. | 15. Latinai Nemzetközi Cirkuszfesztivál 2013. október 17–23. | 15. Latinai Nemzetközi Cirkuszfesztivál 2013. október 17–23. | 15. Latinai Nemzetközi Cirkuszfesztivál 2013. október 17–23. |
| Díj                                                          | Nyertes                                                      | Ország                                                       | Szám                                                         |
| ------------------------------------------------------------ | ------------------------------------------------------------ | ------------------------------------------------------------ | ------------------------------------------------------------ |
| Arany                                                        | Tianjin Akrobatacsoport                                      | Kína                                                         | ikária játékok                                               |
| Arany                                                        | Ekk csoport                                                  | Oroszország                                                  | kozák lovas akrobaták                                        |
| Ezüst                                                        | Darya Vintilova                                              | Ukrajna                                                      | trapéz                                                       |
| Ezüst                                                        | Tetyana Byelova                                              | Ukrajna                                                      | kézegyensúlyozó                                              |
| Ezüst                                                        | Kovgar csoport                                               | Oroszország                                                  | ugródeszka akrobaták                                         |
| Bronz                                                        | Kolykhalov csoport                                           | Oroszország                                                  | nyujtó akrobatika                                            |
| Bronz                                                        | Sampion Bouglione                                            | Franciaország                                                | zsonglőr                                                     |
| Bronz                                                        | Stynko csoport                                               | Oroszország                                                  | rúddobó akrobaták                                            |
| Bronz                                                        | Kristóf Krisztián                                            | Magyarország                                                 | zsonglőr                                                     |

| 16. Latinai Nemzetközi Cirkuszfesztivál 2014. október 16–20. | 16. Latinai Nemzetközi Cirkuszfesztivál 2014. október 16–20. | 16. Latinai Nemzetközi Cirkuszfesztivál 2014. október 16–20. | 16. Latinai Nemzetközi Cirkuszfesztivál 2014. október 16–20. |
| Díj                                                          | Nyertes                                                      | Ország                                                       | Szám                                                         |
| ------------------------------------------------------------ | ------------------------------------------------------------ | ------------------------------------------------------------ | ------------------------------------------------------------ |
| Arany                                                        | Galkynysh csoport                                            | Türkmenisztán                                                | kozák lovas akrobaták                                        |
| Arany                                                        | Vasily Timchenko                                             | Oroszország                                                  | fókák idomítása                                              |
| Ezüst                                                        | Skokov csoport                                               | Oroszország                                                  | hintaszám                                                    |
| Ezüst                                                        | Zhejiang csoport                                             | Kína                                                         | egyensúlyozók                                                |
| Bronz                                                        | Natalia Egorova                                              | Oroszország                                                  | gurtni légtornász                                            |
| Bronz                                                        | Trio Stoian                                                  | Románia                                                      | orosz rúd                                                    |
| Bronz                                                        | Dima & Dima                                                  | Ukrajna                                                      | erőemelők                                                    |
| Bronz                                                        | Dias Brothers                                                | Portugália                                                   | ikária játékok                                               |

| 17. Olaszországi Nemzetközi Cirkuszfesztivál 2015. október | 17. Olaszországi Nemzetközi Cirkuszfesztivál 2015. október | 17. Olaszországi Nemzetközi Cirkuszfesztivál 2015. október | 17. Olaszországi Nemzetközi Cirkuszfesztivál 2015. október |
| Díj                                                        | Nyertes                                                    | Ország                                                     | Szám                                                       |
| ---------------------------------------------------------- | ---------------------------------------------------------- | ---------------------------------------------------------- | ---------------------------------------------------------- |
| Arany                                                      | Xinjiang Akrobatacsoport                                   | Kína                                                       | lazo & handstand                                           |
| Ezüst                                                      | Aleksandr Batuev                                           | Oroszország                                                | hajlékonyság                                               |
| Ezüst                                                      | Duo Sky Angels                                             | Üzbegisztán                                                | gurtni                                                     |
| Bronz                                                      | Alyona Pavlova                                             | Oroszország                                                | levegő karika                                              |
| Bronz                                                      | Evgeny Vasilenko                                           | Oroszország                                                | drótszám                                                   |
| Bronz                                                      | Lebedkov csoport                                           | Oroszország                                                | orosz rúd                                                  |
| Bronz                                                      | Leo & Ursula                                               | Spanyolország                                              | görkorcsolya                                               |

| 18. Olaszországi Nemzetközi Cirkuszfesztivál 2016. október | 18. Olaszországi Nemzetközi Cirkuszfesztivál 2016. október | 18. Olaszországi Nemzetközi Cirkuszfesztivál 2016. október | 18. Olaszországi Nemzetközi Cirkuszfesztivál 2016. október |
| Díj                                                        | Nyertes                                                    | Ország                                                     | Szám                                                       |
| ---------------------------------------------------------- | ---------------------------------------------------------- | ---------------------------------------------------------- | ---------------------------------------------------------- |
| Arany                                                      | Royal Circus (Gia Eradze)                                  | Oroszország                                                | orosz hinta                                                |
| Ezüst                                                      | Ambra & Yves                                               | Olaszország, Spanyolország                                 | tissue                                                     |
| Ezüst                                                      | Prosvirnin                                                 | Oroszország                                                | bohócok                                                    |
| Ezüst                                                      | Huang Yang                                                 | Kína                                                       | lengó drót                                                 |
| Bronz                                                      | Duo Requiem                                                | Kolumbia                                                   | gurtni                                                     |
| Bronz                                                      | Duo Stauberti                                              | Csehország                                                 | perzs egyensúlyozás                                        |
| Bronz                                                      | Duo Flash                                                  | Ukrajna                                                    | excentrik                                                  |
| Bronz                                                      | Bence                                                      | Magyarország                                               | tissue                                                     |

| 19. Olaszországi Nemzetközi Cirkuszfesztivál 2018. október 18–22. | 19. Olaszországi Nemzetközi Cirkuszfesztivál 2018. október 18–22. | 19. Olaszországi Nemzetközi Cirkuszfesztivál 2018. október 18–22. | 19. Olaszországi Nemzetközi Cirkuszfesztivál 2018. október 18–22. |
| Díj                                                               | Nyertes                                                           | Ország                                                            | Szám                                                              |
| ----------------------------------------------------------------- | ----------------------------------------------------------------- | ----------------------------------------------------------------- | ----------------------------------------------------------------- |
| Arany                                                             | Pronin csoport                                                    | Oroszország                                                       | orosz hinta                                                       |
| Arany                                                             | Nanjing csoport                                                   | Kína                                                              | ikária ugródeszkával                                              |
| Arany                                                             | Ruban csoport                                                     | Oroszország                                                       | ugródeszka                                                        |
| Arany                                                             | Togni család                                                      | Olaszország                                                       | trapéz                                                            |
| Ezüst                                                             | Alessia Fedotova                                                  | Oroszország                                                       | kézegyensúlyozó                                                   |
| Ezüst                                                             | Duo Ebenezer                                                      | Kuba                                                              | erőemelők                                                         |
| Bronz                                                             | Lisa Rinne                                                        | Németország                                                       | lengő trapéz                                                      |
| Bronz                                                             | Vioris Zoppis                                                     | Olaszország                                                       | gurtni                                                            |
| Bronz                                                             | Duo A & J                                                         | Egyesült Királyság, Ukrajna                                       | gurtni                                                            |

| 20. Olaszországi Nemzetközi Cirkuszfesztivál 2019. október 17–21. | 20. Olaszországi Nemzetközi Cirkuszfesztivál 2019. október 17–21. | 20. Olaszországi Nemzetközi Cirkuszfesztivál 2019. október 17–21. | 20. Olaszországi Nemzetközi Cirkuszfesztivál 2019. október 17–21. |
| Díj                                                               | Nyertes                                                           | Ország                                                            | Szám                                                              |
| ----------------------------------------------------------------- | ----------------------------------------------------------------- | ----------------------------------------------------------------- | ----------------------------------------------------------------- |
| Arany                                                             | Zhang Fan                                                         | Kína                                                              | slapp drót                                                        |
| Ezüst                                                             | The Gerlings                                                      | Kolumbia                                                          | magasdrótszám                                                     |
| Ezüst                                                             | Deadly Games                                                      | Brazília                                                          | késdobálás és íjpuska szám                                        |
| Ezüst                                                             | Mariia Shevchenko                                                 | Ukrajna                                                           | gurtni                                                            |
| Ezüst                                                             | Spindler család                                                   | Németország                                                       | zsokészám                                                         |
| Bronz                                                             | Duo Cabaret                                                       | Ukrajna                                                           | levegőszám                                                        |
| Bronz                                                             | Nicol Nicols                                                      | Spanyolország                                                     | drótszám                                                          |
| Bronz                                                             | Duo Olivares                                                      | Csehország, Spanyolország                                         | gurtni és tissue                                                  |